# NGC 1762
NGC 1762 é uma galáxia espiral (Sc) localizada na direcção da constelação de Orion. Possui uma declinação de +01° 34' 24" e uma ascensão recta de 5 horas, 03 minutos e 37,0 segundos.
A galáxia NGC 1762 foi descoberta em 8 de Outubro de 1785 por William Herschel.